# سیارک ۵۷۶۰
سیارک ۵۷۶۰ (به انگلیسی: 5760 Mittlefehldt، نامگذاری:1981EX13) پنج هزار و هفتصد و شصتمین سیارک کشف شده‌است که در ۱ مارس ۱۹۸۱ کشف شد.
قدر مطلق سیارک برابر ۱۲٫۷ است.